# Чудесный доктор
«Чудесный доктор» — рассказ Александра Куприна, опубликованный в 1897 году.

## История публикации
Рассказ был впервые напечатан в рождественском номере (25 декабря) газеты «Киевское слово» в 1897 году. При первой публикации у рассказа был подзаголовок «Истинное происшествие». В дальнейшем с незначительными стилистическими исправлениями был добавлен в сборник «Детские рассказы» (1908).

## Сюжет
Уже более года семья Мерцаловых живет в сыром подвале старого дома в Киеве. Самый младший ребенок страдает от голода, крича в колыбели, в то время как старшая дочь болеет с высокой температурой, а семья лишена возможности приобрести лекарства из-за финансовых трудностей. В надежде на помощь Мерцалова посылает своих старших сыновей к бывшему работодателю своего мужа, но они возвращаются с пустыми руками.
В течение этого года несчастья безжалостно обрушивались на Мерцаловых. Глава семьи заболевает тифом, а его работу управляющего занимает другой человек. Семейные сбережения тратятся на лекарства, вынуждая Мерцаловых переселиться в подвал. Дети начинают заболевать, и одна из дочерей умирает, и теперь заболевает другая — Машутка. Мерцалов отчаянно пытается найти деньги на лекарства, обращаясь к разным людям, но всё безуспешно.
Мерцалов бесцельно бродит по городу, потеряв надежду найти деньги, и оказывается в общественном саду, где думает о том, чтобы закончить свой путь. Однако, там он встречает старика в меховом пальто, который оказывается доктором. После разговора со стариком, который проявляет к нему понимание и внимание, Мерцалов получает не только поддержку, но и финансовую помощь на лекарства и еду. Благодаря чудесному доктору, профессору Пирогову, семья Мерцаловых находит выход из тяжелого положения. Глава семьи получает работу, а дети начинают выздоравливать.
После этой встречи Мерцаловы больше не видятся с профессором Пироговым, пока не оказываются на его похоронах. Они благодарны ему за проявленное сострадание и помощь. Эту историю рассказчик впоследствии узнаёт от одного из братьев Мерцаловых, который стал крупным сотрудником банка.